# Betty White

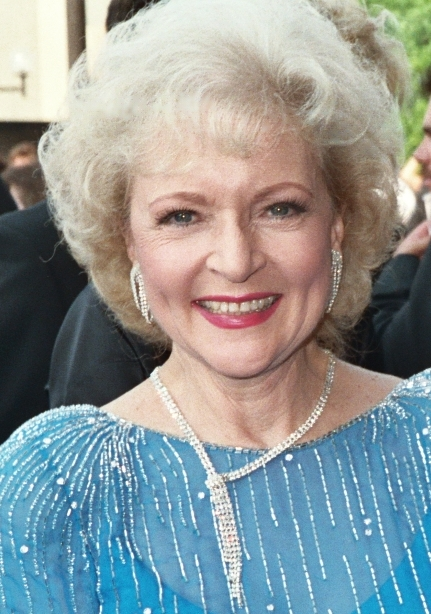
Betty White, 1988

Betty Marion White Ludden (* 17. Januar 1922 in Oak Park, Illinois; † 31. Dezember 2021 in Los Angeles, Kalifornien) war eine US-amerikanische Schauspielerin, Komikerin, Synchronsprecherin, Moderatorin und Produzentin.
Sie wurde hauptsächlich mit Rollen in komödiantischen Fernsehserien und Filmen bekannt. Weltweit populär wurde sie in der Rolle der Rose Nylund in der Serie Golden Girls. Weitere große Serienerfolge hatte sie beispielsweise als Sue Ann Nivens in der Mary Tyler Moore Show oder als Elka Ostrovsky in Hot in Cleveland. Im Kino war sie erfolgreich mit Filmen wie Selbst ist die Braut, in dem sie 2009 im Alter von 87 Jahren an der Seite von Sandra Bullock und Ryan Reynolds spielte.
Als eine der ersten Produzentinnen ebnete White den Weg für Frauen im Film- und Fernsehgeschäft hinter der Kamera und in leitenden Positionen. 2009 wurde sie zur „Disney-Legende“ ernannt. Für die längste Fernsehkarriere einer Entertainerin wurde sie 2013 in das Guinness-Buch der Rekorde aufgenommen.

## Biografie

### Familie
Betty Marion White wurde 1922 als einziges Kind von Horace Lawrence White und Tess Curtis Cachikis in Oak Park, Illinois, geboren. Einen Großteil ihrer Jugend verbrachte sie in einem Vorort von Los Angeles. Whites Mutter war griechischer, englischer und walisischer Abstammung; ihr Vater hatte dänische und englische Vorfahren.
White war dreimal verheiratet. Von ihrem ersten Ehemann Frederick R. „Dick“ Barker ließ sie sich noch im Jahr der Eheschließung (1945) wieder scheiden. Von 1947 bis 1949 war sie mit Lane Allen verheiratet. 1963 heiratete sie den verwitweten Moderator Allen Ludden. Die beiden hatten sich bei der von ihm moderierten Show Password kennengelernt. Er brachte drei Kinder aus seiner ersten Ehe mit und starb 1981.

### Karriere

#### Anfänge
Wenn Betty White in den letzten Jahren bei Talkshows oder Preisverleihungen auftrat, wurde sie meist mit folgenden Worten angekündigt:

„… und hier kommt Betty White, die Frau, die seit einer Ewigkeit beim Fernsehen ist.“

Dies spiegelt die Tatsache wider, dass Whites Anfänge im Fernsehen auf das Jahr 1939 zurückgehen. Während ihrer Schulzeit wurden sie und einer ihrer Klassenkameraden für eine Testvorführung von Die lustige Witwe ausgewählt. Da es zu der Zeit noch keine Möglichkeit zur Aufnahme von Filmen gab, wurde die Vorstellung der Jugendlichen in Echtzeit auf ein Fernsehgerät in einem anderen Stockwerk übertragen.
Nach ihrem Abschluss an der Beverly Hills High School hatte White das Ziel, Schauspielerin zu werden. Sie sammelte Erfahrung als Theaterschauspielerin bei der Bliss-Hayden Little Theater Group und begann Werbespots für das Radio zu sprechen. 1949 wurde die junge Schauspielerin von Radio-Diskjockey Al Jarvis für seine Fernsehsendung engagiert. White war damit der erste weibliche Diskjockey in Los Angeles.

#### Hollywood on Television
Die Talkshow Hollywood on Television ging im November 1949 auf Sendung und war zunächst eine Fernsehversion von Al Jarvis’ Radiosendung. Während die Musik gespielt wurde, sah das Publikum, wie die beiden Moderatoren miteinander sprachen. Aufgrund von Zuschauerwünschen wurden die Unterhaltungen von Al und Betty jedoch bald Hauptbestandteil der Sendung, und das Format entwickelte sich zu einer Talkshow mit aufstrebenden Talenten aus dem Musikgeschäft wie zum Beispiel Sarah Vaughn, Peggy Lee oder Nat King Cole. Aber auch etablierte Stars und Freunde von Jarvis wie Buster Keaton waren zu Gast.
Die junge Moderatorin wurde bei den Zuschauern schnell bekannt und erhielt zusätzlich eine eigene Sendung mit dem Titel The Betty White Show, die direkt im Anschluss an Hollywood on Television lief. Der Erfolg von Hollywood on Television führte zum Ausbau der Sendung um Gesangseinlagen und Sketche von White und Jarvis. Die beiden wurden dabei von neuen Moderatoren wie George Tibbles, Ronnie Kemper oder Erin O’Brien unterstützt. Zu Beginn des Jahres 1952 zog sich Al Jarvis von dem Projekt zurück und überließ White die Leitung.

#### Life with Elizabeth
Die Sketche aus Hollywood on Television kamen beim Publikum gut an, und man entschloss sich, daraus ein eigenständiges Format zu machen. Zusammen mit dem Autor George Tibbles sowie dem Produzenten Don Fedderson gründete White ihre eigene Produktionsfirma Bandy Productions. Sie war damit neben Gertrude Berg eine der ersten Frauen, die sowohl als Hauptdarstellerin einer Serie vor der Kamera als auch als Produzentin hinter der Kamera agierten. Eine weitere Besonderheit der Serie war die Unterteilung in drei voneinander unabhängige Situationen. Bisherige Sitcoms hatten nur eine durchgehende Handlung.
In der 30-minütigen Comedysendung trieb Elizabeth, gespielt von Betty White, ihren Ehemann Alvin, gespielt von Del Moore, in jeweils etwa zehnminütigen Situationen oft zur Weißglut. Das Thema der einzelnen Sketche wurde von dem Moderator Jack Narz im Voraus erläutert und von ihm durch eine kurze Unterhaltung mit der Titelheldin eingeleitet. Am Ende der jeweiligen Szene wurde Elizabeth vom Moderator zu ihrem Verhalten mit den Worten „Elizabeth, schämst du dich nicht? (Elizabeth, aren’t you ashamed?)“ befragt, was diese stets durch energisches Kopfschütteln verneinte.
White wurde 1952 für ihre Darstellung mit dem Fernsehpreis Emmy ausgezeichnet. Die Sendung, die zunächst in einem Fernsehsyndikat in Echtzeit übertragen wurde, schaffte es im darauffolgenden Jahr ins Networkfernsehen. Durch ihre Aufgaben als Hauptdarstellerin und Produzentin der Serie war die Schauspielerin gezwungen, ihre Mitarbeit bei Hollywood on Television zu beenden – was gleichzeitig das Ende der Sendung bedeutete. Nach 65 Episoden wurde 1955 auch Life with Elizabeth eingestellt.

#### Tournament of Roses Parade
Am Neujahrstag 1955 moderierte White zusammen mit Bill Goodwin zum ersten Mal die Pasadena Rose Parade. Für die nächsten zwanzig Jahre blieb das ihre jährliche Beschäftigung am Neujahrstag. Zu ihren Moderationspartnern gehörten dabei unter anderem Roy Neal, Bill Cullen und Lorne Greene. Hinzu kamen weitere Blumenparaden in Portland und New York sowie die Macy’s Thanksgiving Day Parade. Dazu sagte die Schauspielerin:

„Jedes Mal, wenn ich eine Reihe Autos vor einer Ampel sah, musste ich den Reflex unterdrücken, einen Kommentar darüber abzugeben.“

#### Die Gameshow-Jahre
Ab den 1960er Jahren war White regelmäßig in verschiedenen Game- und Talkshows im Fernsehen zu sehen, darunter waren zahlreiche Auftritte in der The Tonight Show mit Jack Paar und später dem Moderator Johnny Carson, in What’s My Line (Was bin ich?), Wheel of Fortune (Glücksrad), Pyramid (Die Pyramide), To Tell the Truth (Sag die Wahrheit), I’ve Got a Secret oder Jeopardy! Außerdem war sie mehr oder minder regelmäßig in der Sendung Match Game mit Gene Rayburn zu sehen, und während der Sommermonate spielte sie in Theaterstücken und Musicals wie Der König und ich, Critic’s Choice, Guys and Dolls oder South Pacific.
Im Oktober 1961 kam eine neue Gameshow ins amerikanische Fernsehen: Password wurde von Allen Ludden moderiert, und auch hier war White ein prominenter Gast. Es blieb nicht bei dem einen Mal, und auch in den Folgesendungen Password Plus und Super Password trat White auf. Ludden und White heirateten schließlich 1963. Die Sendung wurde 2009 zum wiederholten Mal neu aufgelegt und läuft unter dem Titel Million Dollar Password auf dem Sender CBS; auch hier war White zu sehen. Da die Sendung so oft beendet und wieder neu belebt wurde, sagte White in einer dieser sogenannten letzten Sendungen:

„Dies ist die dritte letzte Sendung von Password. Keine Sorge, wir sind gleich nach der Werbung wieder da.“

#### The Mary Tyler Moore Show

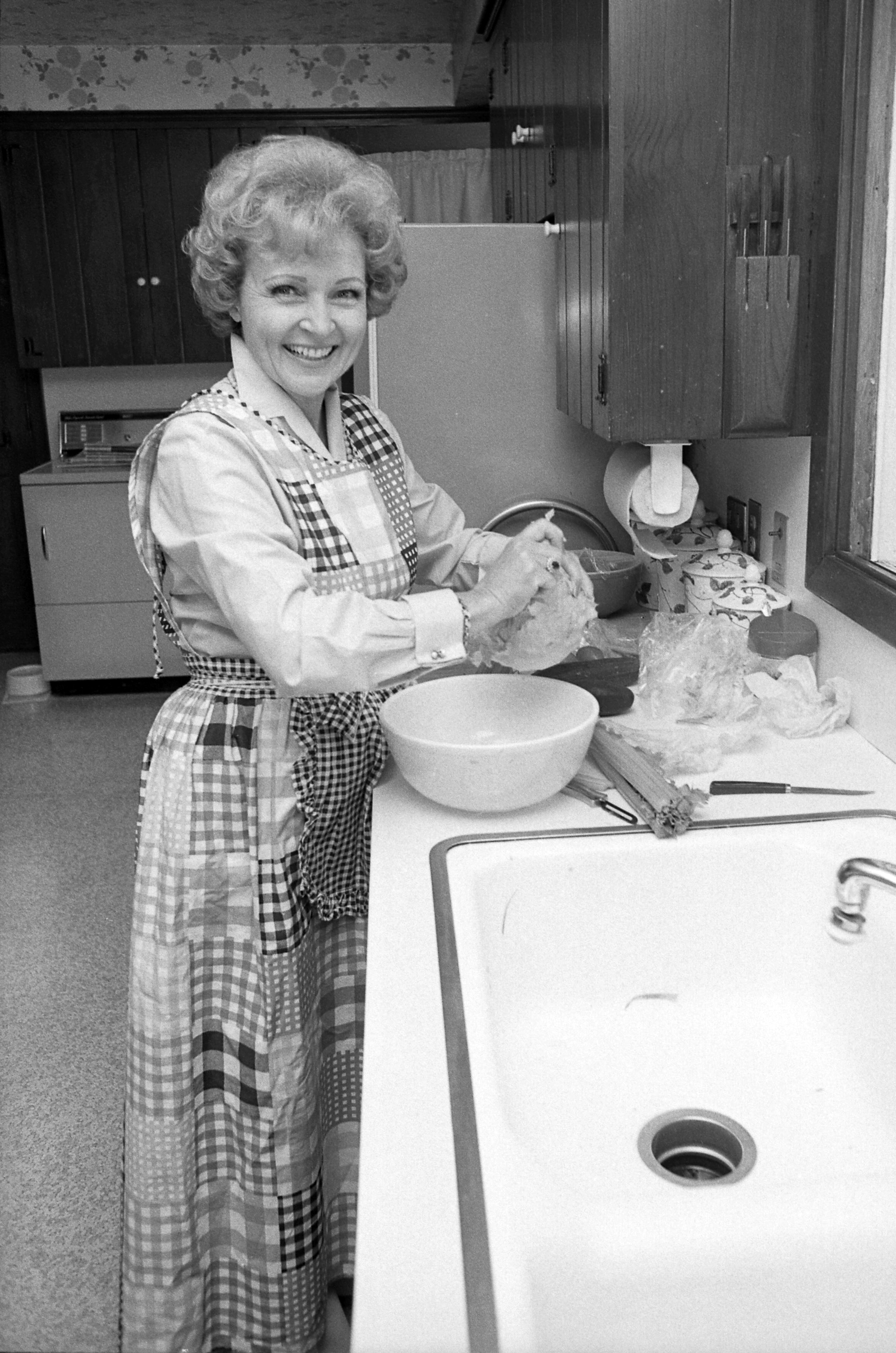
Betty White, 1976

In den 1970er Jahren gehörte White zur Stammbesetzung der innovativen Mary Tyler Moore Show, die eine der erfolgreichsten Serien ihrer Zeit war. Die Rolle der Sue Ann Nivens wurde von den Autoren als „zuckersüße, Betty-White-ähnliche Figur“ beschrieben und nach einem erfolglosen Casting bat man schließlich White selbst, die Rolle zu spielen. Sie mimte ab der vierten Staffel die perfekte Hausfrau und Gastgeberin in einer Kochsendung im fiktiven Fernsehstudio WJM, während sie nach Feierabend Affären mit den Männern der Nachbarschaft hatte, darunter auch mit dem Ehemann von Phyllis, gespielt von Cloris Leachman. White wurde für ihre Darstellung zweimal in Folge mit einem Emmy ausgezeichnet.
1977 verabschiedete sich das Team um Mary Tyler Moore von den Bildschirmen, und White erhielt wie schon ihre Kollegen Ed Asner, Cloris Leachman und Valerie Harper eine Spin-off-Serie. Die nach ihrer Hauptdarstellerin benannte Sitcom The Betty White Show wurde jedoch mangels Erfolg bereits nach wenigen Episoden eingestellt.

#### Golden Girls
In den 1980er Jahren war White in verschiedenen Gastrollen zu sehen, darunter auch in der wiederkehrenden Rolle der wohlhabenden Schwester von Eunice in Mama’s Family. Als Ellen zeigte sie Carol Burnett bei jedem ihrer Besuche, wie viel besser es ihr ging, da sie einen reichen Ehemann hatte und keinen Versager wie ihre Schwester. Als Gast in der Serie trat auch Rue McClanahan auf, und als die Serie nach zwei Jahren kurzzeitig abgesetzt wurde, unterschrieben die beiden Darstellerinnen einen Vertrag für die neue Serie Golden Girls.

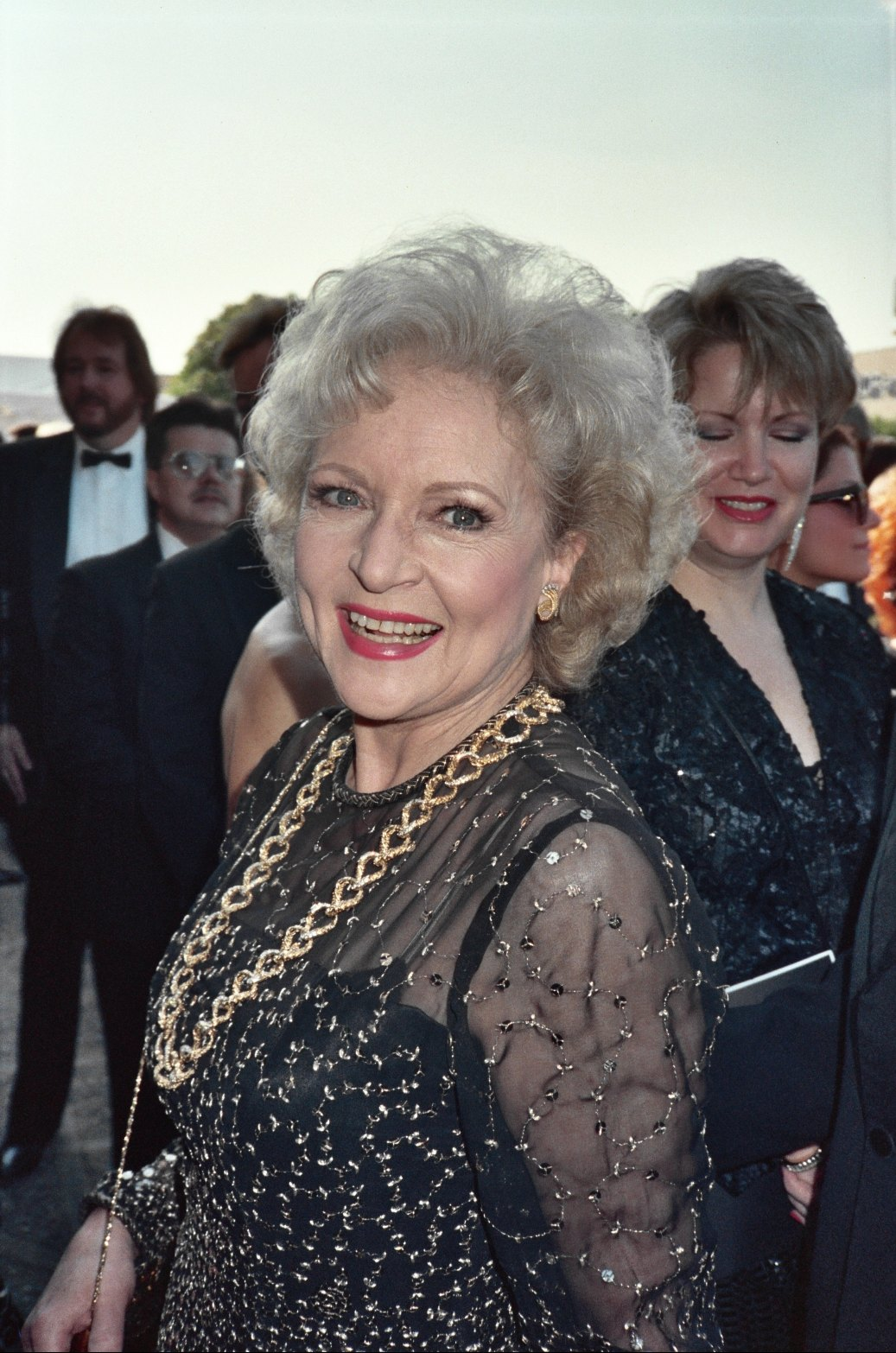
Betty White bei der Emmy-Verleihung 1989

Zunächst war vorgesehen, dass White die Rolle der Blanche und McClanahan die Rolle der Rose übernehmen sollte. Die Ähnlichkeit mit McClanahans Figur der jungfräulichen Tante in Mama’s Family und Whites bis dahin bekanntestem Alter Ego Sue Ann Nivens veranlassten die Produzenten jedoch zu einem Tausch der Rollen. Als 1985 die erste Staffel der Serie ausgestrahlt wurde, bestätigte der Erfolg diese Entscheidung, und White erhielt für die Verkörperung der gutherzigen, aber hoffnungslos naiven Witwe vom Land einen Emmy sowie zahlreiche weitere Auszeichnungen. Auch Rue McClanahan sowie Beatrice Arthur und Estelle Getty wurden in den folgenden Jahren mit diesem bedeutenden Fernsehpreis ausgezeichnet.
Beatrice Arthurs Entschluss, aus der Serie auszusteigen, führte nach sieben erfolgreichen Jahren 1992 zum Ende von Golden Girls. Die verbliebenen drei Darstellerinnen erklärten sich jedoch bereit, in einem Spin-off mitzuwirken. In der Serie Golden Palace, die bis 1993 lief, kauften die drei Damen ein gleichnamiges Hotel, das sie zusammen mit einem Hotel-Manager (Don Cheadle) und einem Koch (Cheech Marin) führten. Im Verlauf der Serie wurde Rose zu einer selbstbewussteren Frau, die ihre beiden Freundinnen nicht mehr ständig mit ihren St.-Olaf-Geschichten langweilte, sondern sich bei Auseinandersetzungen auch durchsetzte. Solche Versuche waren in der Mutterserie meist von Dorothy unterdrückt worden. Trotz zweier Gastauftritte von Arthur konnte der Ableger jedoch nicht an die Erfolge von Golden Girls anknüpfen und wurde nach nur einer Staffel eingestellt.

#### Ab den 1990er Jahren
Betty White war weiter aktiv als Schauspielerin, Moderatorin und Gast in Talk- und Late-Night-Shows. Durch zahlreiche Gastauftritte in bekannten Serien wie Die wilden 70er, Malcolm mittendrin, Everwood oder Alles Betty! war die Schauspielerin beim internationalen Fernsehpublikum immer noch bekannt und sehr beliebt. In der Serie Boston Legal war sie mehrmals als Catherine Piper zu sehen; eine Rolle, die sie zuvor auch schon in der Anwaltsserie The Practice gespielt hatte. In einem preisgekrönten Gastauftritt verkörperte sie eine Psychiatervertretung in der Serie Ally McBeal, die der Titelheldin stets nur allzu gerne das „gute Prozac“-Antidepressivum verschreiben will.

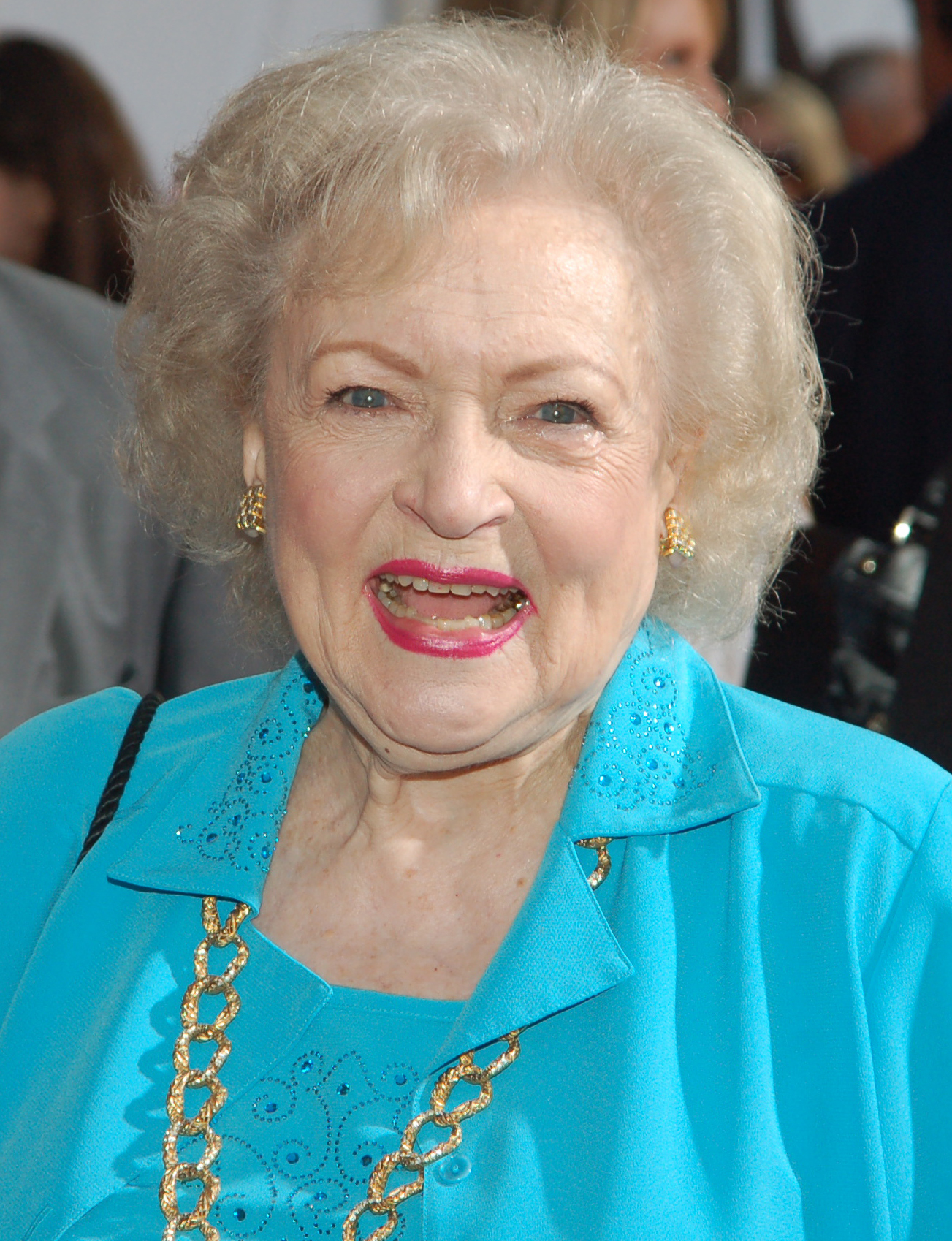
Betty White, 2009

Ab Dezember 2006 spielte White zwei Jahre lang in der US-Soap Reich und Schön die wiederkehrende Rolle Ann Douglas, der Mutter von Stephanie Forrester alias Susan Flannery. 2008 kehrte sie zu der Serie zurück, um die Figur erneut zu spielen. In der Late Late Show von Craig Ferguson war White regelmäßig als Sketchpartnerin des Moderators zu sehen. Eine Kampagne auf der Internetplattform Facebook sorgte 2010 dafür, dass die Schauspielerin als Gastmoderatorin für die beliebte Late-Night-Show Saturday Night Live gewonnen werden konnte. Damit war sie nicht nur die älteste Gastmoderatorin in der Geschichte der Sendereihe, sondern White brachte dem Format eine der größten Zuschauerzahlen in seiner Geschichte ein, was mit einem Emmy honoriert wurde. Aufgrund des großen Erfolgs und ihres Kultstatus wurde sie 2015 ein zweites Mal in die Show Saturday Night Live eingeladen.
Von 2010 bis 2015 spielte White eine Serienhauptrolle in der Sitcom Hot in Cleveland, die einen weiteren Karrierehöhepunkt markierte. Sie verkörperte eine schrullige alte Haushälterin, die den drei neuen Eigentümerinnen des Hauses (Valerie Bertinelli, Jane Leeves und Wendie Malick) das Leben schwer macht. 2011 gewann sie ihren ersten Screen Actors Guild Award als Schauspielerin für ihre Rolle als Elka Ostrovsky in Hot in Cleveland; 2012 wiederholte sie diesen Erfolg, und 2013 wurde sie mit einer weiteren Nominierung bedacht. Bereits 2009 war sie mit dem Screen Actors Guild Life Achievement Award ausgezeichnet worden.
Auf der Kinoleinwand war die Schauspielerin ab Mitte der 1990er Jahre ebenfalls verstärkt zu sehen, wie etwa 1998 in Hard Rain neben Morgan Freeman oder 1999 als schrullige Delores Bickerman, die in Lake Placid ihren Viehbestand dezimiert, damit ein Krokodil aus dem See immer genug zu fressen hat. 2003 stand sie an der Seite von Steve Martin und Queen Latifah in der Komödie Haus über Kopf vor der Kamera. 2009 war White in Anne Fletchers Komödie Selbst ist die Braut im Kino zu sehen. Als schrullige Großmutter von Ryan Reynolds mischte sie sich in die Vorbereitungen für die Scheinehe mit Sandra Bullock ein und brachte das ungleiche Paar mit ungewöhnlichen Methoden einander näher.

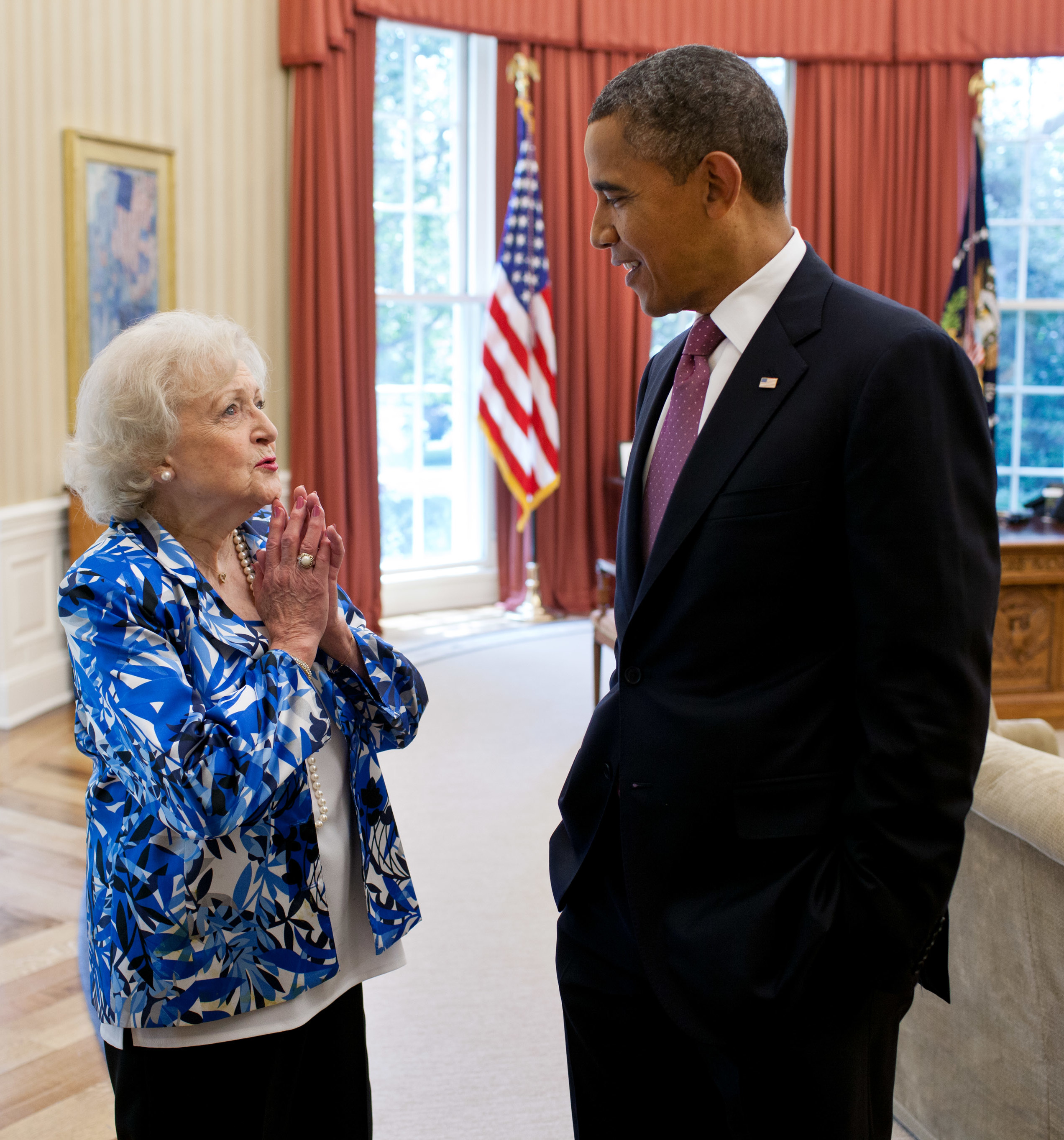
Betty White und Barack Obama im Oval Office, 2012

2010 war White an der Seite von Kristen Bell, Jamie Lee Curtis, Sigourney Weaver, Victor Garber, Christine Lakin, Patrick Duffy und Dwayne „The Rock“ Johnson sowie dem Popmusik-Duo Hall & Oates, bestehend aus Daryl Hall und John Oates, in der Komödie Du schon wieder zu sehen. Dort trifft ihre Figur auf ihre frühere Schauspielkollegin Cloris Leachman, die in dem Film ihre alte Rivalin spielt. In einer der letzten Szenen im Film beleidigt Leachmans Figur die von White damit, dass Whites Kleid wohl noch aus dem Fundus der Golden Girls stamme. 2017 wurde White in die Academy of Motion Picture Arts and Sciences (AMPAS) aufgenommen, die jährlich die Oscars vergibt.

### Tierschutz
White engagierte sich über viele Jahre hinweg für den Tierschutz. Ihre Eltern hatten bei ihr früh die Liebe zu Tieren und vor allem zu Hunden gefördert. Sie war einige Jahre im Vorstand der Morris Animal Foundation und nutzte bis zuletzt ihre eigene Bekanntheit, um die Organisation und deren Projekte zu bewerben.
Zusammen mit ihrem damaligen Mann Allen Ludden begann sie auch, den Los Angeles Zoo zu unterstützen, sowohl finanziell als auch durch praktische Hilfe beim Aufbau verschiedener Projekte und als prominente Sprecherin. Zu Ehren von Ludden befindet sich in dem Zoo eine Gedenktafel. Das Paar entwickelte auch gemeinsam eine Tiersendung. In The Pet Set waren Prominente wie James Stewart, Eddie Albert oder Doris Day mit ihren Haustieren zu Gast, um den Zuschauern die Pflege, Aufzucht und Haltung näherzubringen. Auch in ihren anderen Serien versuchte White immer wieder, Themen rund um den Tierschutz und die verschiedensten Tiere als Gastdarsteller zu integrieren. In einer Episode von Golden Palace wird zum Beispiel das Schicksal von Windhunden thematisiert. White war außerdem Autorin und Co-Autorin mehrerer Bücher zum Thema Tierpflege und Tierschutz. Für ihren langjährigen erfolgreichen Einsatz zum Schutz der Tiere wurde die Schauspielerin 2009 vom Jane Goodall Institute als erste Person mit dem Leadership Award für ihr Lebenswerk ausgezeichnet. Die Tierschutzorganisation American Humane zeichnete sie mit ihrer höchsten Auszeichnung, der National Humanitarian Medal aus.

### Tod
White starb am 31. Dezember 2021, 17 Tage vor ihrem 100. Geburtstag infolge eines Schlaganfalls. Kurz zuvor war ein Dokumentarfilm namens Betty White: 100 Years Young – A Birthday Celebration zu ihrem 100. Geburtstag abgedreht worden, bei dem Stars wie Ryan Reynolds, Robert Redford und Jennifer Love Hewitt White gratulierten. Anlässlich dieses Films und ihres anstehenden Geburtstags veröffentlichte die Zeitschrift People noch zwei Tage vor ihrem Tod eine Ausgabe mit Betty White auf dem Cover, worin ein ausführliches Interview mit ihr und vielen Kolleginnen und Kollegen zu finden war. Der Dokumentarfilm wurde unter dem veränderten Titel Betty White: A Celebration trotzdem am 17. Januar 2022 in die Kinos gebracht, da er bereits vor ihrem Tod abgedreht war.
US-Präsident Joe Biden veröffentlichte zum Tode Betty Whites folgendes Statement:

“Betty White brought a smile to the lips of generations of Americans. She’s a cultural icon who will be sorely missed. Jill and I are thinking of her family and all those who loved her this New Year’s Eve.”

Zahlreiche Kolleginnen und Kollegen würdigten Betty White, darunter der Schauspieler, Regisseur und Produzent Henry Winkler, Carol Burnett, Oprah Winfrey, Sandra Bullock, Ryan Reynolds, Robert Redford, Reese Witherspoon, Cher, Dolly Parton, William Shatner, Jamie Lee Curtis und zahlreiche weitere.
Dies galt auch für viele Medien in Kommentaren und Titelstorys, so betonte die Washington Post in einem Nachruf, dass sie seit Jahrzehnten zu den beliebtesten Amerikanern zähle und bezeichnete sie in einem weiteren Nachruf als eine der beständigsten und liebenswertesten Fernsehpersönlichkeiten. Die BBC würdigte in ihrem Nachruf Betty White als „Golden Girl mit Herz aus Gold“ und der Guardian erinnerte, wie revolutionär ihre Arbeit oft war.

## Wirkung
White war mehr als 80 Jahre im Fernsehgeschäft. Sie galt „dank ihres ebenso frechen wie einnehmenden Charmes“ als eine bekannte und beliebte amerikanische Fernsehdarstellerin. Bereits zu Beginn ihrer Karriere manifestierte sich ihr Image als „Mädchen von nebenan“. Die Fernsehzeitung TV Guide zum Beispiel beschrieb die Schauspielerin als neues „America’s Sweetheart“. Dieses Bild wurde von Whites Figuren in Serien sowie ihren zahlreichen Auftritten in verschiedenen Talk- und Gameshows unterstützt.
Nach dem Tod ihrer drei Serienkolleginnen Estelle Getty 2008, Beatrice Arthur 2009 und Rue McClanahan 2010 war Betty White die letzte noch lebende Darstellerin aus der Serie Golden Girls. Dies führte in den Vereinigten Staaten zu einem noch größeren Medieninteresse an der damals 88-Jährigen, die von zahlreichen Altersgruppen als „ideale Großmutter“ angesehen wird.
White kommentierte die Tatsache, dass sie das letzte „Golden Girl“ ist, mit dem Satz:

“So I’m the last survivor and it’s so ironic, cause I was the oldest of the four of us. Isn’t that silly?”

„Nun bin ich also die letzte Überlebende und das ist so eine Ironie, denn ich war die Älteste von uns Vieren. Ist das nicht absurd?“

White war die letzte noch lebende Hauptdarstellerin aus der Mary Tyler Moore Show. Die namensgebende Hauptdarstellerin, Mary Tyler Moore, die 14 Jahre jünger als White war, starb bereits 2017, Valerie Harper 2019, Cloris Leachman im Januar, Gavin MacLeod im Mai und Ed Asner im August 2021.
Neben ihrem Engagement für Tiere hat sich White auch immer für diskriminierte Menschen und Minderheiten eingesetzt. Bereits 1954 hat sie klar Position bezogen, als nach einem Auftritt des schwarzen Stepptänzers Arthur Duncan in ihrer Show zahlreiche Zuschauer die Show boykottierten und ihre Absetzung forderten. Als Reaktion darauf gab sie ihm noch mehr Sendezeit und sagte an diese Zuschauer gerichtet: „Live with it“. Arthur Duncan, der später eine große Karriere hatte, hat immer wieder betont, dass er dies auch Betty White und ihrer Integrität zu verdanken habe. Daneben hat sie sich viele Jahre für die Rechte Homosexueller eingesetzt und lange vor deren Umsetzung die Eheöffnung für gleichgeschlechtliche Paare gefordert.
Bis zu ihrem Tod wurde Betty White immer wieder in Interviews und bei Preisverleihungen gefragt, wie sie es geschafft hat, bis ins hohe Alter geistig und körperlich fit zu bleiben und sich ihren Humor zu erhalten. Sie betonte immer wieder, dass das an ihrem Optimismus und ihrer Fröhlichkeit liege und dass sie immer das Positive sehe, weil negative Gedanken zu viel Kraft kosten.

## Auszeichnungen und Ehrungen

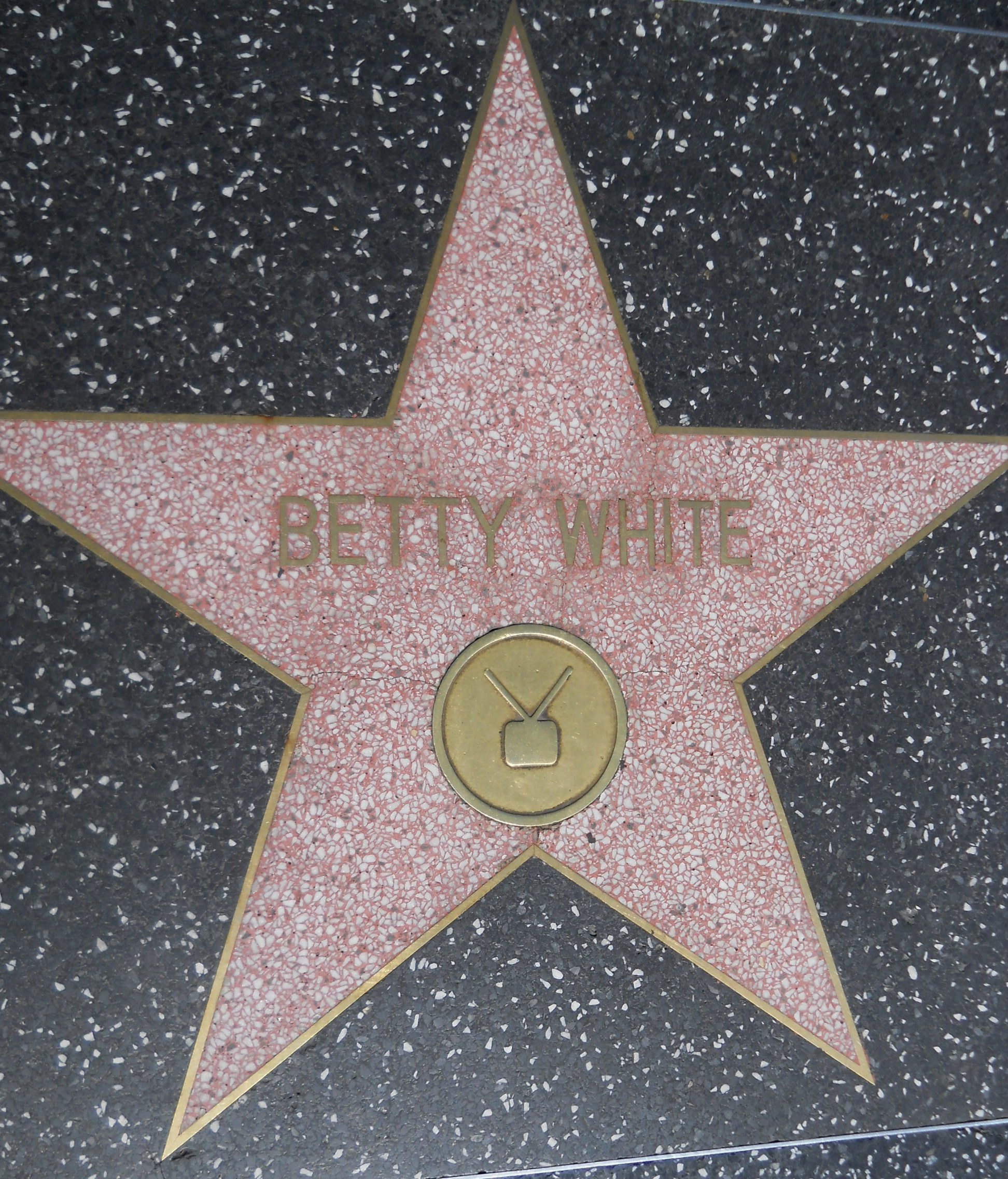
Betty Whites Stern auf dem Hollywood Walk of Fame

Für ihre Leistungen im Fernsehgeschäft hat White einen Stern auf dem Hollywood Walk of Fame bei der Adresse 6747 Hollywood Boulevard direkt neben dem Stern ihres dritten Ehemannes.
Der United States Postal Service teilte 2024 mit, dass Betty White durch die Ausgabe einer Briefmarke 2025 geehrt werden würde. Die Marke soll ein digitales Abbild von White zeigen.
American Comedy Award
- 1987: Auszeichnung als „lustigste Hauptdarstellerin in einer Fernsehserie“ für Golden Girls
- 1990: Auszeichnung für das komödiantische Lebenswerk
- 1990: Nominierung als „lustigste Hauptdarstellerin in einer Fernsehserie“ für Golden Girls
- 2000: Auszeichnung als „lustigste Gastdarstellerin in einer Fernsehserie“ für Ally McBeal

Emmy
- 1951: Nominierung als „beste Schauspielerin“
- 1952: Auszeichnung als „herausragende Hauptdarstellerin in einer Comedyserie“ für Life with Elizabeth
- 1975: Auszeichnung als „herausragende Nebendarstellerin in einer Comedyserie“ für Mary Tyler Moore
- 1976: Auszeichnung als „herausragende Nebendarstellerin in einer Comedyserie“ für Mary Tyler Moore
- 1977: Nominierung als „herausragende Nebendarstellerin in einer Comedyserie“ für Mary Tyler Moore
- 1983: Auszeichnung als „herausragende/r Moderator/in einer Spiel- oder Publikumspartizipationsshow“ für Just Men!
- 1984: Nominierung als „herausragende/r Moderator/in einer Spiel- oder Publikumspartizipationsshow“ für Just Men!
- 1986: Auszeichnung als „herausragende Hauptdarstellerin in einer Comedyserie“ für Golden Girls
- 1987: Nominierung als „herausragende Hauptdarstellerin in einer Comedyserie“ für Golden Girls
- 1988: Nominierung als „herausragende Hauptdarstellerin in einer Comedyserie“ für Golden Girls
- 1989: Nominierung als „herausragende Hauptdarstellerin in einer Comedyserie“ für Golden Girls
- 1990: Nominierung als „herausragende Hauptdarstellerin in einer Comedyserie“ für Golden Girls
- 1991: Nominierung als „herausragende Hauptdarstellerin in einer Comedyserie“ für Golden Girls
- 1992: Nominierung als „herausragende Hauptdarstellerin in einer Comedyserie“ für Golden Girls
- 1996: Auszeichnung als „herausragende Gastdarstellerin in einer Comedyserie“ für The John Larroquette Show
- 1997: Nominierung als „herausragende Gastdarstellerin in einer Comedyserie“ für Susan
- 2003: Nominierung als „herausragende Gastdarstellerin in einer Comedyserie“ für Yes, Dear
- 2004: Nominierung als „herausragende Gastdarstellerin in einer Dramaserie“ für The Practice
- 2009: Nominierung als „herausragende Gastdarstellerin in einer Comedyserie“ für My Name Is Earl
- 2010: Auszeichnung als „herausragende Gastdarstellerin in einer Comedyserie“ für Saturday Night Live
- 2011: Nominierung als „herausragende Nebendarstellerin in einer Comedyserie“ für Hot in Cleveland
- 2015: Auszeichnung mit dem „Lifetime Achievement Award“ für ihr Lebenswerk

Golden Globe Award
- 1986: Nominierung als „beste Serien-Hauptdarstellerin – Komödie oder Musical“ für Golden Girls
- 1987: Nominierung als „beste Serien-Hauptdarstellerin – Komödie oder Musical“ für Golden Girls
- 1988: Nominierung als „beste Serien-Hauptdarstellerin – Komödie oder Musical“ für Golden Girls
- 1989: Nominierung als „beste Serien-Hauptdarstellerin – Komödie oder Musical“ für Golden Girls

Screen Actors Guild Award
- 2009: Screen Actors Guild Life Achievement Award
- 2011: Auszeichnung als „beste Darstellerin in einer Comedyserie“ für Hot in Cleveland
- 2012: Auszeichnung als „beste Darstellerin in einer Comedyserie“ für Hot in Cleveland
- 2013: Nominierung als „beste Darstellerin in einer Comedyserie“ für Hot in Cleveland

Weitere
- 1987: Viewers for Quality Television Award als „beste Schauspielerin in einer Comedy Serie“ für Golden Girls
- 1988: Viewers for Quality Television Award als „beste Schauspielerin in einer Comedy Serie“ für Golden Girls
- 1988: Women’s International Center (WIC) Living Legacy Award
- 1995: Aufnahme in die Television Hall of Fame
- 2009: Auszeichnung als Disney-Legende
- 2012: Grammy Award für „bestes gesprochenes Album“ für If You Ask Me (And of Course You Won’t)
- 2013: Aufnahme in das Guinness-Buch der Rekorde
- 2015: People’s Choice Award in der Kategorie „Favorite TV Icon“

## Filmografie
Die bekannteste deutsche Synchronstimme von White war Verena Wiet. In späteren Kino- und Fernsehproduktionen wurde sie von Christel Merian synchronisiert.

### Kinofilme
- 1962: Sturm über Washington (Advise and Consent)
- 1989: Hanna-Barbera’s 50th: A Yabba Dabba Doo Celebration (Stimme)
- 1998: Hard Rain
- 1998: Der Guru (Holy Man)
- 1998: Dennis – Widerstand zwecklos (Dennis the Menace Strikes Again)
- 1999: An deiner Seite (The Story of Us)
- 1999: Lake Placid
- 2000: Tom Sawyer (Stimme)
- 2000: Whispers – Ein Elefantenmärchen (Whispers: An Elephant’s Tale)
- 2003: Haus über Kopf (Bringing Down the House)
- 2005: The Third Wish
- 2008: Ponyo – Das große Abenteuer am Meer (崖の上のポニョ, Animefilm, Stimme in der englischsprachigen Fassung)
- 2009: Selbst ist die Braut (The Proposal)
- 2009: Love N’ Dancing
- 2010: Du schon wieder (You Again)
- 2012: Der Lorax (The Lorax, Stimme)
- 2019: A Toy Story: Alles hört auf kein Kommando (Toy Story 4, Stimme)
- 2019: Trouble (Animationsfilm, Stimme)

### Fernsehfilme
- 1945: Die Jury
- 1945: Time to Kill (Kurzfilm)
- 1951: The Daring Miss Jones
- 1971: Vanished
- 1976: The Paul Lynde Halloween Special
- 1978: A Different Approach (Kurzfilm)
- 1978: With This Ring
- 1978: Snavely (Kurzfilm)
- 1979: The Best Place to Be
- 1979: Before and After
- 1980: Die Skandalreporterin (The Gossip Columnist)
- 1980: Hollywood Knights (The Hollywood Knights)
- 1981: Stephanie (Kurzfilm)
- 1982: Eunice
- 1986: Big City Comedy
- 1987: Alf Loves a Mystery
- 1988: Mickey’s 60th Birthday (Stimme)
- 1990: The Earth Day Special
- 1991: Mary Tyler Moore: The 20th Anniversary Show (Filmspecial)
- 1991: Hurricane Saturday (Filmspecial: Golden Girls, Harrys Nest, Hallo Schwester)
- 1991: Der Unwiderstehliche (Chance of a Lifetime)
- 1991: Fast Food Family
- 1992: Full Moon Over Miami (Filmspecial: Golden Girls, Harrys Nest, Hallo Schwester)
- 1993: Bob Hope: The First 90 Years (Komödie/Dokumentarfilm)
- 1996: Schönes Wochenende (A Weekend in the Country)
- 1996: Das Märchen vom Weihnachtsmann (The Story of Santa Claus, Stimme)
- 1998: Noddy: Anything Can Happen at Christmas
- 2001: The Wild Thornberrys: The Orgin of Donnie (Stimme)
- 2001: Das 4-Pfoten-Hotel (The Retrievers)
- 2002: The Mary Tyler Moore Reunion (Filmspecial)
- 2003: Ein Schlitzohr namens Santa Claus (Stealing Christmas)
- 2003: The Golden Girls: Their Greatest Moments
- 2003: Auf den Spuren von Batman (Return to the Batcave: The Misadventures of Adam an Burt)
- 2005: Annie’s Point
- 2006: Where’s Marty?
- 2007: In search of Puppy Love (Dokumentarfilm)
- 2007: Your Mommy Kills Animals (Dokumentarfilm)
- 2007: Sea Tales
- 2009: Part Two: The Warm Mission (Kurzfilm)
- 2010: Prep & Landing Stocking Stuffer: Operation: Secret Santa (Kurzfilm)
- 2011: The Lost Valentine
- 2011: Betty White: Champion for Animals (Dokumentarfilm)
- 2011: Luciana featuring Betty White: I’m Still Hot (Kurzfilm)
- 2013: Letters to Jackie: Remembering President Kennedy (Dokumentarfilm)
- 2013: Betty White Goes Wild (Dokumentarfilm)
- 2014: St. Vincent
- 2017: If You’re Not in the Obit, Eat Breakfast
- 2018: Betty White: First Lady of Television (Dokumentarfilm)
- 2020: Untitled Lifetime Christmas Movie
- 2022: Betty White: A Celebration (Dokumentarfilm)

### Fernsehserien und -shows
- 1949–1953: Hollywood on Television
- 1952: The Eddy Albert Show (eine Episode)
- 1953–1955: Life with Elizabeth (65 Episoden)
- 1954: The Betty White Show
- 1955–1956: What’s My Line? (8 Episoden)
- 1956: Wenn man Millionär wär (The Millionaire, eine Episode)
- 1957–1958: Date with the Angels (33 Episoden)
- 1958–2001: To Tell the Truth (39 Episoden)
- 1958: The Betty White Show (14 Episoden)
- 1958–1962: The Jack Paar Show (36 Episoden)
- 1961–2008: Password (Gameshow)
- 1962: The United States Steel Hour (eine Episode)
- 1963–1972: Macy’s Thanksgiving Day Parade (Fernsehparade, jährliche Moderatorin)
- 1963–1975: You Don’t Say! (10 Episoden)
- 1964: Another World (eine Episode)
- 1968: That’s Live (eine Episode)
- 1969: Allen Ludden’s Gallery (Talkshow, 60 Episoden)
- 1969: Petticoat Junction (eine Episode)
- 1970–1977: Mary Tyler Moore (168 Episoden)
- 1971: The Pet Set (31 Episoden)
- 1971: Vanished (2 Episoden)
- 1972: Männerwirtschaft (The Odd Couple, eine Episode)
- 1972: O Hara,U.S.Treasury (eine Episode)
- 1972–1973: I’ve Got a Secret (Gameshow)
- 1973–1977: Oh Mary (45 Episoden)
- 1973–1982, 1991: Match Game (Gameshow)
- 1975: Lucas Tanner (eine Episode)
- 1975: Ellery Queen (eine Episode)
- 1975–1977: The Carol Burnett Show
- 1976–1977: The Sonny and Cher Show (2 Episoden)
- 1976–1979: Liar’s Club, (Gameshow, 48 Episoden)
- 1977–1978: The Betty White Show (14 Episoden)
- 1978: Snavely (1 Episode)
- 1979–1982: Password Plus (Gameshow, 25 Episoden)
- 1980–1985: Love Boat (The Love Boat, 5 Episoden)
- 1981: Best of the West (eine Episode)
- 1981: The Tonight Show (eine Folge, als Jane During in Tarzan and the Apes)
- 1982: Love, Sidney (eine Episode)
- 1982–1991: Die $ 25.000 Pyramide (Gameshow, 85 Episoden)
- 1983: Just Men! (Gameshow, 65 Episoden)
- 1983: Fame – Der Weg zum Ruhm (Fame, 1 Episode)
- 1983–1986: Mama’s Family (15 Episoden)
- 1983–1989: One to Grow on
- 1984: Trivia Trap (sie selbst)
- 1984: Hotel (eine Episode)
- 1985: Wer ist hier der Boss? (Who’s the Boss?, 2 Episoden)
- 1985: Chefarzt Dr. Westphall (St. Elsewhere, 2 Episoden)
- 1985–1992: Golden Girls (The Golden Girls, 180 Episoden)
- 1987: D.C. Follies (eine Episode)
- 1987: Matlock (eine Episode)
- 1988: Another World
- 1988: California Clan (Santa Barbara, 3 Episoden)
- 1989–1992: Harrys Nest (Empty Nest, 3 Episoden)
- 1990: Carol & Company (eine Episode)
- 1991: Hallo Schwester! (Nurses, eine Episode)
- 1992–1993: Golden Palace (The Golden Palace, 24 Episoden)
- 1993: Bob (8 Episoden)
- 1994: Diagnose: Mord (Diagnosis Murder, eine Episode)
- 1995: The Naked Truth (2 Episoden)
- 1995–1996: Maybe This Time (18 Episoden)
- 1996: Susan (Suddenly Susan, eine Episode)
- 1998: Noddy (Mrs. Santa Claus)
- 1998: The Lionhearts (5 Episoden, Stimme)
- 1998: L.A. Doctors (eine Episode)
- 1999: Hercules, (eine Episode, Stimme)
- 1999–2001: Ladies Man (30 Episoden)
- 1999, 2002: King of the Hill (2 Episoden, Stimme)
- 2000: Ally McBeal (eine Episode)
- 2000: Expedition der Stachelbeeren (The Wild Thornberrys, 3 Episoden, Stimme)
- 2001: The Ellen Show (eine Episode)
- 2000, 2007: Die Simpsons (The Simpsons, Gastauftritt, Stimme)
- 2002: Yes, Dear (eine Episode)
- 2002: Providence (eine Episode)
- 2002–2003: Die wilden Siebziger (That '70s Show, 4 Episoden)
- 2003: I’m with Her (eine Episode)
- 2003: Gary the Rat (Garys Mutter, eine Episode, Stimme)
- 2003: The Grim Adventures of Billy and Mandy (eine Episode)
- 2003: Grim & Evil (1 Episode, Stimme)
- 2003–2004: Everwood (2 Episoden)
- 2004: Malcolm mittendrin (Malcolm in the Middle, Folge 5×20 Victors zweite Familie)
- 2004: What’s Up, Dad? (My Wife and Kids, eine Episode)
- 2004: Practice – Die Anwälte (The Practice, 3 Episoden)
- 2004: Ein Löwe in Las Vegas (Father of the Prid, Stimme)
- 2004–2005: Complete Savages (2 Episoden)
- 2004–2007: Higglystadt Helden (Higglytown Heroes, 3 Episoden)
- 2005–2008: Boston Legal (16 Episoden)
- 2005: Joey (eine Episode)
- 2006: Family Guy (eine Episode, Stimme)
- 2006: Gameshow Marathon (Gameshow, 7 Episoden)
- 2006–2009: Reich und Schön (The Bold and the Beautiful, 23 Episoden)
- 2007: Alles Betty! (Ugly Betty, eine Episode)
- 2007–2020: Entertainment Tonight (57 Episoden)
- 2008, 2010: The Oprah Winfrey Show (2 Episoden)
- 2008–2019: Pioneers of Television (6 Episoden)
- 2009: My Name Is Earl (eine Episode)
- 2009: 30 Rock (eine Episode)
- 2009–2010: Glenn Martin DDS (2 Episoden)
- 2010: The Middle (eine Episode)
- 2010: Saturday Night Live (Gastgeberin)
- 2010: Community (2 Episoden)
- 2010–2013: Pound Puppies – Der Pfotenclub (Pound Puppies, 13 Episoden, Stimme)
- 2010–2015: Hot in Cleveland (128 Episoden)
- 2012: The Client List (eine Episode)
- 2012–2017: Betty White’s Off Their Rockers (46 Episoden)
- 2013: Save Me – Nicht schon wieder! (Save Me, eine Episode)
- 2013: Mickey Mouse (Episode: New York Weenie, Stimme)
- 2014: Adventure Time – Abenteuerzeit mit Finn und Jake (Adventure Time, Stimme)
- 2014: The Soul Man (eine Episode)
- 2014: WWE Monday Night RAW (eine Episode)
- 2015: Saturday Night Live
- 2015–2017: Bones – Die Knochenjägerin (Bones, 2 Episoden)
- 2015–2017: Betty White’s Smartest Animals in America
- 2015–2018: Fireside Chat with Esther (3 Episoden)
- 2016: Crowded (eine Episode)
- 2016: SpongeBob Schwammkopf (SpongeBob, Episode: Mall Girl Pearl, Stimme)
- 2016: To Tell the Truth (2 Episoden)
- 2017: Young & Hungry (eine Episode)
- 2019: Forky hat eine Frage (Forky Asks A Question, Episode: What Is Love?, Stimme)
- 2021: The Hollywood Moment at Home Edition 2020

### Bücher von Betty White
- Betty White, Thomas J. Watson: Betty White’s Pet-Love: How Pets Take Care of Us. William Morrow & Co, 1987, ISBN 0-688-02207-3.
- Betty White: Betty White in Person. Doubleday, 1987, ISBN 0-385-23916-5.
- Betty White, Tom Sullivan: The Leading Lady: Dinah’s Story. Bantam, 1992, ISBN 0-553-29870-4.
- Betty White: Here We Go Again: My Life in Television. Scribner, 1995, ISBN 0-684-80042-X.
- Marcie Davis, Betty White, Melissa Bunnell: Working Like Dogs: The Service Dog Guidebook. Thomas Nelson, 2007, ISBN 1-57779-086-3.
- Tom Sullivan, Betty White: Together: A Novel of Shared Vision. Thomas Nelson, 2008, ISBN 1-59554-456-9.
- Tom Sullivan, Betty White: Alive Day. Ctr Point Pub (Me), 2009, ISBN 1-60285-560-9.
- Betty White: Betty & Friends: My Life at the Zoo. G. P. Putnam’s Sons Penguin, 2011, ISBN 978-0-399-15754-7.
- Betty White: If You Ask Me (And of Course You Won’t). Putnam Pub Group/Mbr of Penguin, 2011, ISBN 978-0-14-242936-5.

### Bücher über Betty White
- Pat Browne: The Guide to United States Popular Culture. Popular Press, 2001, ISBN 0-87972-821-3.
- Horace Newcomb: Encyclopedia of Television. CRC Press, 2004, ISBN 1-57958-394-6.
- Robert William Kubey: Creating television: conversations with the people behind 50 years of … Lawrence Erlbaum Associates, Inc., Mahwah, New Jersey 2004, ISBN 0-8058-1077-3.
- David C. Tucker: The Women Who Made Television Funny: Ten Stars of 1950s Sitcoms. McFarland & Company, Inc., 2007, ISBN 0-7864-2900-3.

## Hörbücher
- 2004: Here We Go Again (Autorenlesung), ISBN 978-1451613698.
- 2011: If You Ask Me: (And of Course You Won’t). (Autorenlesung), Penguin Audio, ISBN 978-0-14-242936-5.